# Scoop (film, 2006)
Scoop je britansko-ameriški romantični kriminalno komični film iz leta 2006, ki ga je režiral in zanj napisal scenarij Woody Allen. V glavnih vlogah ob Allenu nastopajo še Hugh Jackman, Scarlett Johansson, Ian McShane. Zgodba govori o mladi študentki novinarstva Sondri (Johansson), ki v Londonu naleti na odmevno zgodbo in se ob tem zaplete z bogatim aristokratom (Jackman).
Film je bil v ZDA premierno prikazan 28. julija 2006 s strani distributerja Focus Features. Naletel je na mešane ocene kritikov. Na strani Rotten Tomatoes je prejel oceno 41%. Vseeno je bil finančno precej uspešen, saj je prinesel dohodek 39,2 milijona $, večino izven ZDA, ob proračunu 4 milijone $.

## Vloge
- Scarlett Johansson kot Sondra Pransky
- Woody Allen kot Sid Waterman
- Hugh Jackman kot  Peter Lyman
- Ian McShane kot Joe Strombel
- Charles Dance kot g. Malcolm
- Romola Garai kot Vivian
- Kevin R. McNally kot Mike Tinsley
- Julian Glover kot Lord Lyman
- Victoria Hamilton kot Jan
- Fenella Woolgar kot Jane Cook
- Geoff Bell kot Strombelov sodelavec
- Alexander Armstrong kot policist
- Anthony Head kot detektiv
- Jim Dunk kot pogrebni govorec
- Peter Mastin kot smrt